# دولت وازگن مانوکیان
دولت وازگن مانوکیان (به انگلیسی: Vazgen Manukyan government) هیئت حاکمه ارمنستان از تاریخ ۱۳ اوت ۱۹۹۰ تا ۲۲ نوامبر ۱۹۹۱ می‌باشد. دولت وازگن مانوکیان در سال پایانی حکومت شوروی یک دولت انتقالی تشکیل داد. این دولت توسط مجلس جمهوری شوروی سوسیالیستی ارمنستان برگزیده شد. این دولت یک دولت ائتلافی بود و توسط گروه‌های پارلمانی ارمنستان و شکل گرفت. کابینه شامل ۱۹ وزارتخانه بود.

## ساختار

### وزارتخانه‌ها
| پست وزارت                         | نام                                 | نگاره | حزب | حزب | از تاریخ    | تا تاریخ       |
| --------------------------------- | ----------------------------------- | ----- | --- | --- | ----------- | -------------- |
| نخست‌وزیر                          | وازگن مانوکیان                      |       |     |     | ۱۳ اوت ۱۹۹۰ | ۲۲ نوامبر ۱۹۹۱ |
| وزیر آموزش و پرورشوزیر آموزش عالی |                                     |       |     |     | ۱۳ اوت ۱۹۹۰ | ۲۲ نوامبر ۱۹۹۱ |
| وزیر اقتصاد                       |                                     |       |     |     | ۱۳ اوت ۱۹۹۰ | ۲۲ نوامبر ۱۹۹۱ |
| وزیر امور خارجه                   |                                     |       |     |     | ۱۳ اوت ۱۹۹۰ | ۲۲ نوامبر ۱۹۹۱ |
| وزیر امور داخلی                   | کارلوس قازاریان                     |       |     |     | ۱۳ اوت ۱۹۹۰ | ۲۲ نوامبر ۱۹۹۱ |
| وزیر انرژی                        |                                     |       |     |     | ۱۳ اوت ۱۹۹۰ | ۲۲ نوامبر ۱۹۹۱ |
| وزیر بهداشت                       | میهران نازارتیان                    |       |     |     | ۱۳ اوت ۱۹۹۰ | ۲۲ نوامبر ۱۹۹۱ |
| وزیر ترابری                       | روبرت آوویان                        |       |     |     | ۱۳ اوت ۱۹۹۰ | ۲۲ نوامبر ۱۹۹۱ |
| تجارت داخلی                       | آرتاک داوتیان                       |       |     |     | ۱۳ اوت ۱۹۹۰ | ۲۲ نوامبر ۱۹۹۱ |
| وزیر دادگستری                     | واهه استپانیان                      |       |     |     | ۱۳ اوت ۱۹۹۰ | ۲۲ نوامبر ۱۹۹۱ |
| وزیر دارایی                       | آشوت یغیازاریان (کفیل)              |       |     |     | ۱۳ اوت ۱۹۹۰ | ۲۲ نوامبر ۱۹۹۱ |
| وزیر دفاع                         |                                     |       |     |     | ۱۳ اوت ۱۹۹۰ | ۲۲ نوامبر ۱۹۹۱ |
| روابط تجارت خارجی                 | یسایی استپانیان                     |       |     |     | ۱۳ اوت ۱۹۹۰ | ۲۲ نوامبر ۱۹۹۱ |
| ساخت و ساز جاده‌ای و تعمیرات       |                                     |       |     |     | ۱۳ اوت ۱۹۹۰ | ۲۲ نوامبر ۱۹۹۱ |
| صنایع سبک                         | روبرت مکرتچیان                      |       |     |     | ۱۳ اوت ۱۹۹۰ | ۲۲ نوامبر ۱۹۹۱ |
| صنایع غذایی                       | روبرت مهرابیان                      |       |     |     | ۱۳ اوت ۱۹۹۰ | ۲۲ نوامبر ۱۹۹۱ |
| وزیر فرهنگ                        | یوری ملیک-اوهانجانیانپرژ زیتونتسیان |       |     |     | ۱۳ اوت ۱۹۹۰ | ۲۲ نوامبر ۱۹۹۱ |
| وزیر کار و تأمین اجتماعی          | آشوت یسائیان                        |       |     |     | ۱۳ اوت ۱۹۹۰ | ۲۲ نوامبر ۱۹۹۱ |
| وزیر کشاورزی                      | یوریک جاوادیانرافائل شاهبازیان      |       |     |     | ۱۳ اوت ۱۹۹۰ | ۲۲ نوامبر ۱۹۹۱ |
| وزیر محیط زیست                    |                                     |       |     |     | ۱۳ اوت ۱۹۹۰ | ۲۲ نوامبر ۱۹۹۱ |
|                                   |                                     |       |     |     | ۱۳ اوت ۱۹۹۰ | ۲۲ نوامبر ۱۹۹۱ |
|                                   |                                     |       |     |     | ۱۳ اوت ۱۹۹۰ | ۲۲ نوامبر ۱۹۹۱ |
| وزیر                              |                                     |       |     |     | ۱۳ اوت ۱۹۹۰ | ۲۲ نوامبر ۱۹۹۱ |
|                                   |                                     |       |     |     | ۱۳ اوت ۱۹۹۰ | ۲۲ نوامبر ۱۹۹۱ |